# Comté d'Ottawa (Oklahoma)
Pour les articles homonymes, voir Comté d'Ottawa.
Le comté d’Ottawa est l’un des 77 comtés de l’État de l’Oklahoma, aux États-Unis. Il a été fondé en 1907. Son nom provient de celui d’Amérindiens de la région.
Siège et plus grande ville : Miami.

## Comtés adjacents
- Comté de Cherokee, Kansas  (nord)
- Comté de Newton, Missouri  (est)
- Comté de McDonald, Missouri  (sud-est)
- Comté de Delaware, Oklahoma  (sud)
- Comté de Craig, Oklahoma  (ouest)

## Principales villes
- Afton
- Cardin
- Commerce
- Dotyville
- Fairland
- Miami
- Narcissa
- North Miami
- Peoria
- Picher
- Quapaw
- Wyandotte